# Renault Samsung SM3 (первое поколение)
Первое поколение Renault Samsung SM3 выпускалось с 2002 по 2013 год на совместном предприятии Renault Samsung Motors (ныне — Renault Korea Motors) в Пусане, Южная Корея. Седан основан на модели Nissan Almera второго поколения (код кузова N16). С 2006 года модель стала идти на экспорт под брендом Nissan Almera Classic в Россию и Украину, а также под брендом Nissan Sunny в страны Ближнего Востока. С 2010 по 2013 год модель была доступна в некоторых странах Латинской Америки как Renault Scala. Модель сыскала популярность в России — было продано чуть более 100 тысяч машин. Автомобильные издания оценили её средне, главными минусами отмечались тесный салон и нетрансформируемый багажник. Неоднозначно была оценена маневренность.

## История

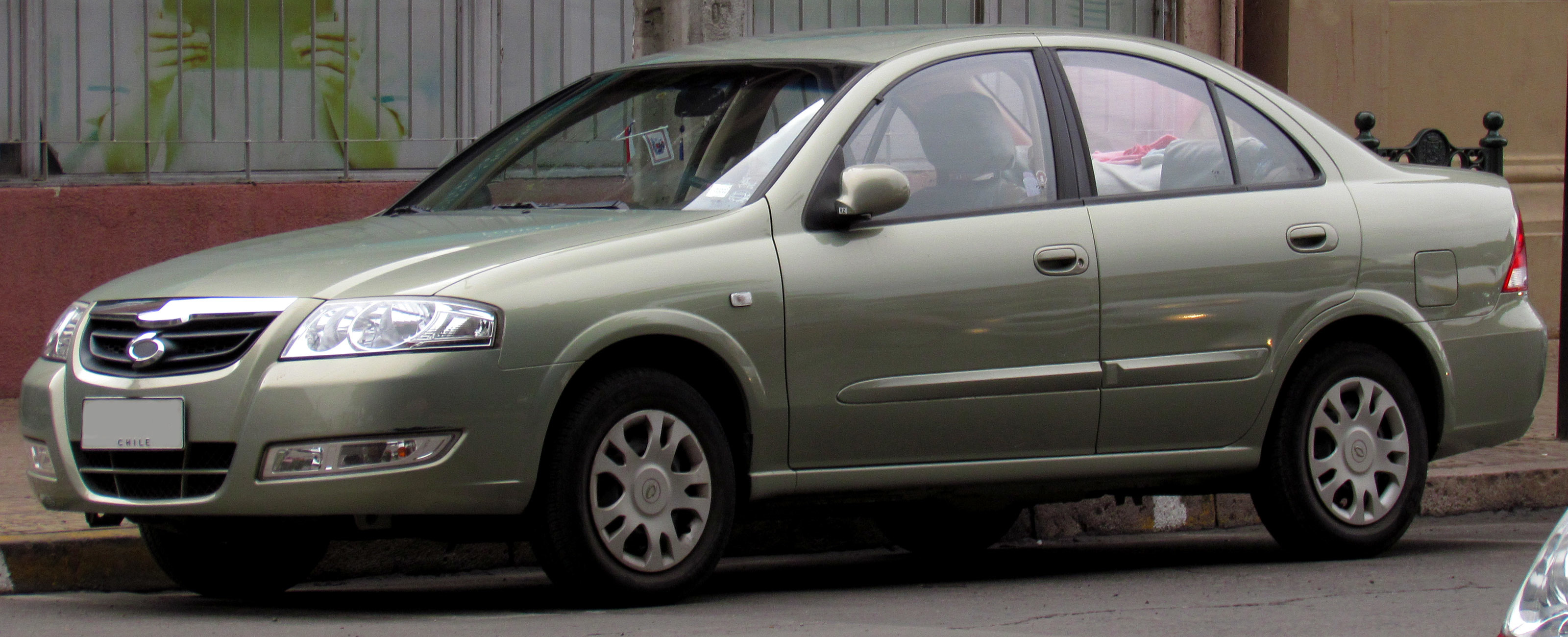
Рестайлинговая модель (2005)

Разработка модели, ставшей второй (после SM5) для корейского предприятия, началась в сентябре 2000 года и заняла 21 месяц. Создание этой модели являлось частью среднесрочного плана развития бренда, опубликованного в феврале 2001 года. Согласно данным корейских изданий, в разработку было вложено около 150 миллиардов вон, в ней участвовало около 500 различных организаций. Предзаказы на автомобиль стали доступны в июле 2002 года. Производство первого поколения началось в августе 2002 года, а продажи стартовали в сентябре. На момент начала продаж у бренда уже была сеть из 101 официального дилера по всей стране. Помимо Южной Кореи, начался экспорт автомобиля в Чили.
В августе 2005 года начались продажи рестайлинговой версии модели, получившей официальное название «SM3 New Generation». Автомобиль получил новый передний бампер, решётку радиатора (дизайн взят с модели SM7) и треугольные задние фонари. Был улучшен двигатель объёмом 1,6 литра: за счёт установки системы изменения фаз газораспределения его мощность была повышена со 105 до 107 л.с, а расход топлива снижен с 12,3 до 12,6 км/л.
Модель второго поколения, базирующаяся на Renault Fluence, была представлена в сентябре 2009 года. Старая модель стала называться SM3 Classic Edition и продолжила выпускаться вплоть до первой половины 2013 года, при этом с 2011 года она стала исключительно экспортным автомобилем.

### Экспорт
В ноябре 2005 года Карлос Гон, на тот момент президент Nissan, на пресс-конференции в Сеуле объявил о намерениях альянса сделать SM3 глобальной моделью и продавать её на рынках развивающихся стран (были заявлены Россия, Ближний Восток и Латинская Америка) под брендом Nissan. Производство экспортной версии стартовало в феврале 2006 года, а с апреля 2006 года модель стала продаваться в России и на Украине, где получила имя Nissan Almera Classic. Цена модели в России начиналась от 13 490 долларов, на Украине — от 14 390 долларов. Максимальная цена составляла 18 140 долларов. Автомобиль предлагался с бензиновым мотором объёмом 1,6 литра и мощностью 107 л. с. с пятиступенчатой механической или четырёхступенчатой автоматической коробками передач. С точки зрения позиционирования модель сменила снятую с производства Nissan Almera британской сборки. Экспорт модели в Россию и Украину был прекращён весной 2013 года. Каких либо крупных обновлений за 7 лет Almera Classic не получил, лишь в 2008 году была доработана электрика: теперь она стала работать с меньшим числом сбоев. Помимо России и Украины, начались продажи автомобиля в странах ССАГПЗ, где он получил название Nissan Sunny. В отличие от Almera Classic, Sunny был доступен только для юридических лиц, а физическим вместо этого предлагались седаны Tiida.
В мае 2010 года начались продажи автомобиля в Мексике и Колумбии, где он получил наименование Renault Scala. Модель предлагалась в двух комплектациях: Expression и Dynamique. Цена составляла от 154 900 до 184 900 песо в Мексике и от 39 до 43 миллионов песо в Колумбии. Scala также экспортировалась в Египет. С технической точки зрения автомобиль ничем не отличался от Almera Classic: 1,6-литровый двигатель в сочетании с 5-ступенчатой МКПП либо 4-ступенчатой АКПП.

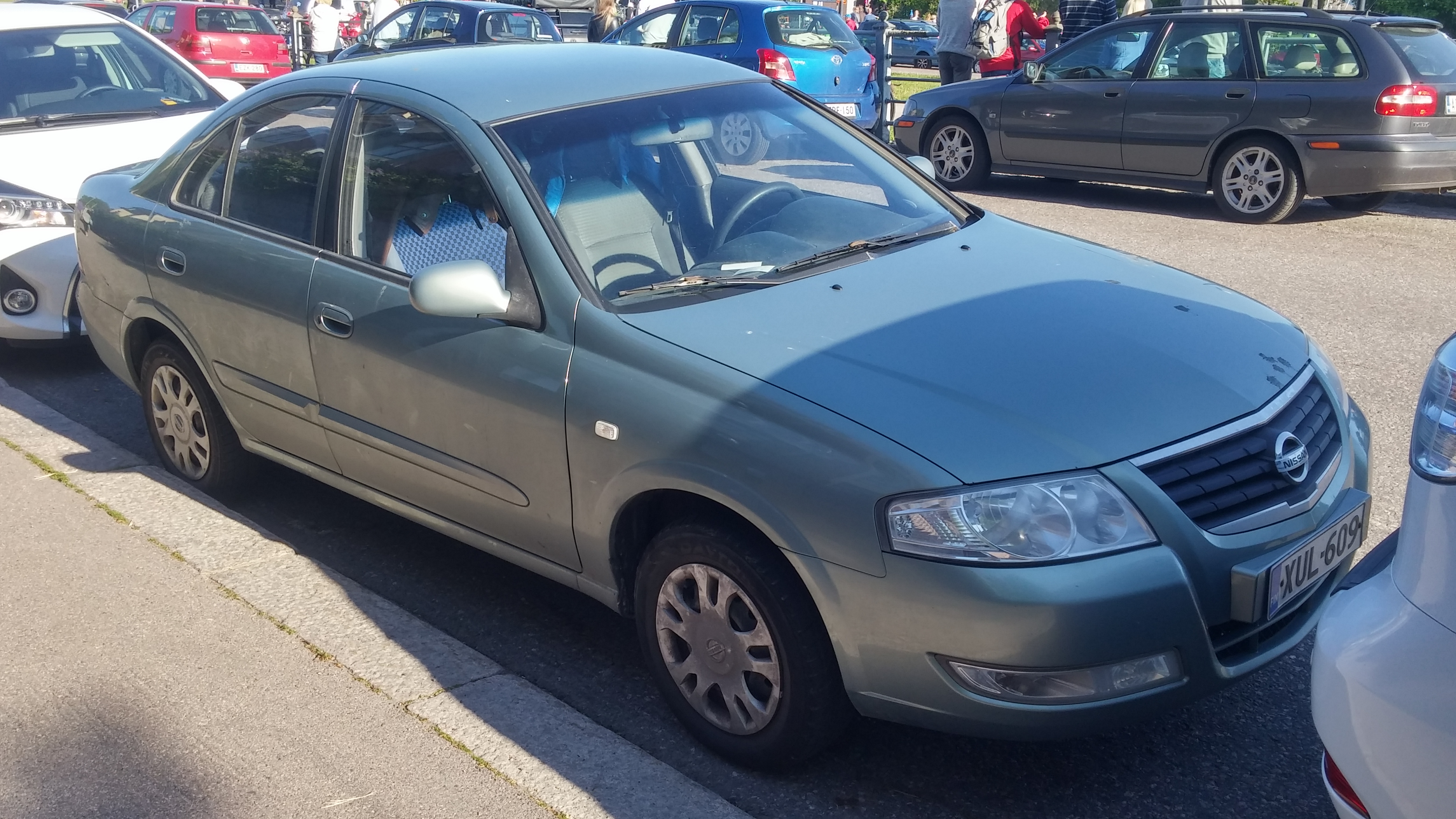
Nissan Almera Classic
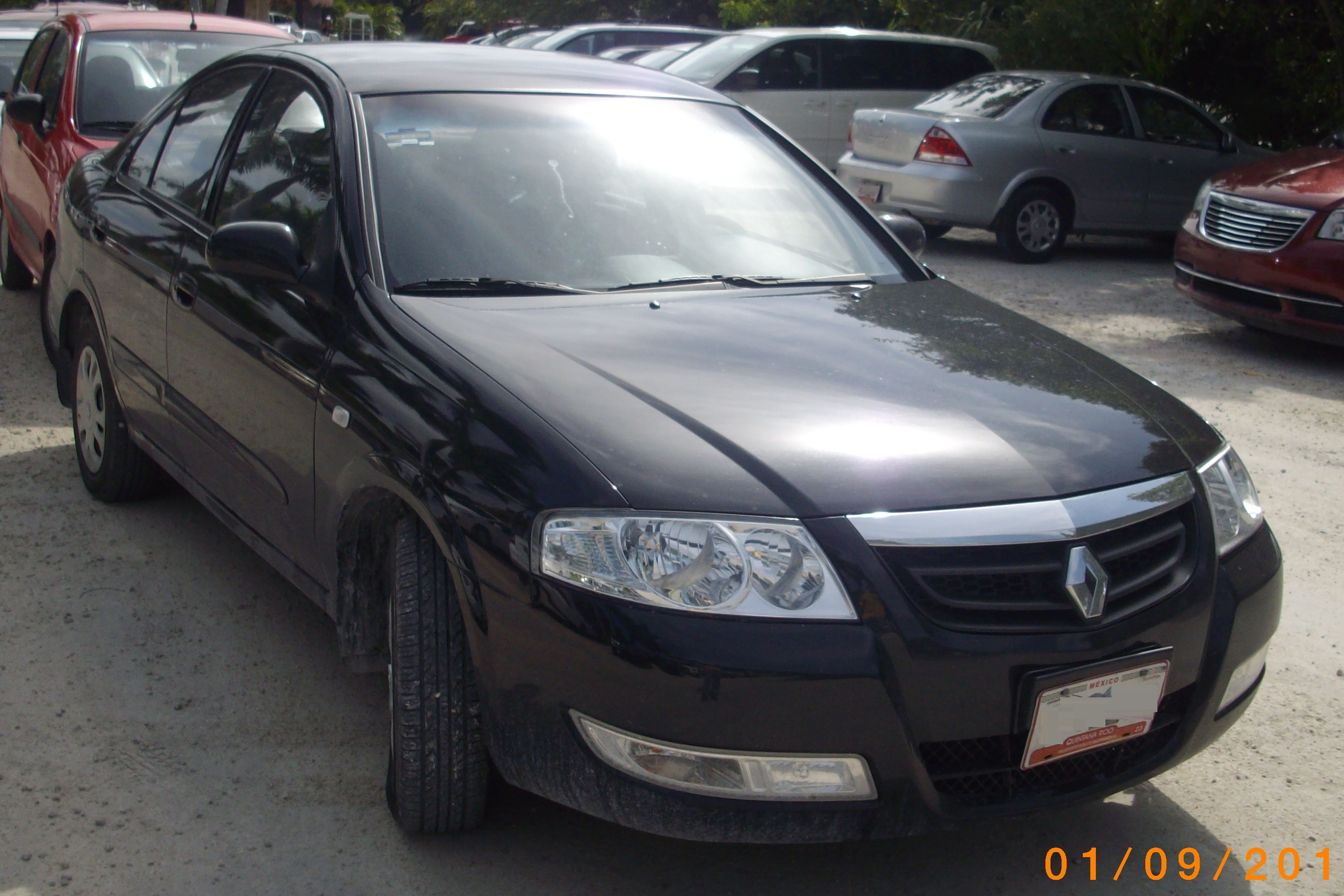
Renault Scala

## Дизайн и конструкция

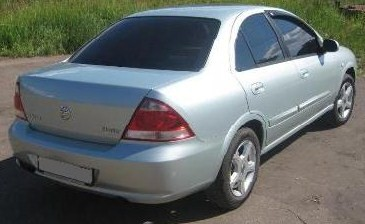
Вид сзади (Almera Classic)

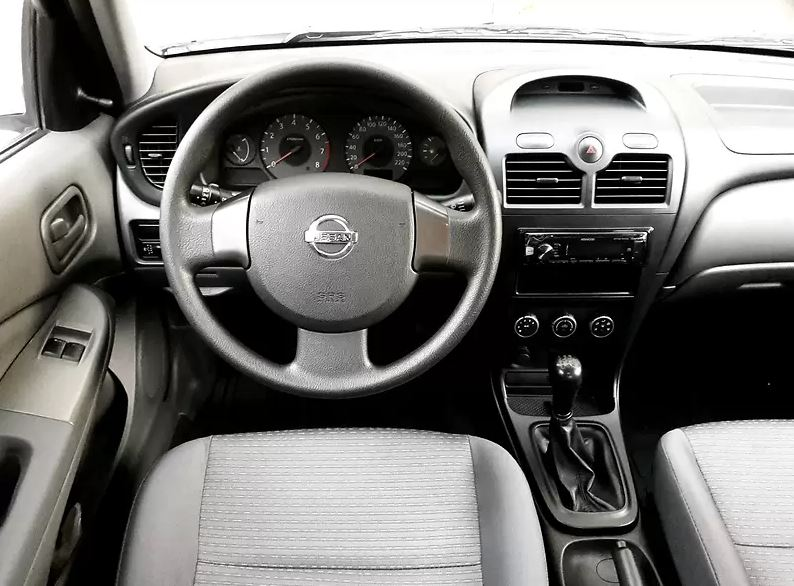
Интерьер (Almera Classic)

Модель выпускалась в единственном кузове — четырёхдверный седан. У рестайлинговой версии передние указатели поворота расположены внизу, вместе с противотуманными фарами. Задние фонари имеют форму, близкую к треугольнику. Интерьер напоминает таковой у Almera второго поколения, но имеет много отличий. Так, в качестве отделки используется более дешёвый пластик. Блок управления микроклиматом на центральной консоли весьма архаичен, поскольку напоминает таковые у автомобилей середины 1990-х годов. Передние кресла регулируются лишь по углу наклона спинки. Задний диван закреплён и не имеет регулировок (кроме подголовников). На нём имеются крепления для детских кресел Isofix. Багажник имеет объём 460 литров. Его объём фиксированный, поскольку задний ряд сидений сложить нельзя. Единственная опция, которая позволяет перевозить в автомобиле длинномеры — это люк в центральном сидении заднего ряда, но он доступен только в топовой комплектации SE. Дверь багажника открывается либо из салона, либо с помощью кнопки на ключе. Под полом багажника расположено полноразмерное запасное колесо.

### Комплектации
В России и Украине Almera Classic предлагался в трёх комплектациях. В базовой версии PE (стоимость в России на старте продаж — 13 490 долларов) автомобиль оснащался подушкой безопасности водителя, гидроусилителем рулевого управления, центральным замком и передними электростеклоподъёмниками. Комплектация PE+ (15 090 долларов) оснащалась, помимо предыдущего, подушкой безопасности переднего пассажира, кондиционером, подогревом и электроприводом зеркал заднего вида. Топовая комплектация SE (17 990 долларов) оснащалась антиблокировочной тормозной системой (ABS), легкосплавными колёсными дисками, задними электростеклоподъёмниками и штатной магнитолой с CD-приводом.
Мексиканская Renault Scala, как уже сказано выше, была доступна лишь в двух комплектациях: Expression и Dynamique. Цена на топовую версию Dynamique варьировалась от 171 до 188 тысяч песо (зависит от КПП), а сама комплектация включала в себя управление аудиосистемой на рулевом колесе, кондиционер, электростеклоподъёмники, ABS, EBD и две подушки безопасности. Комплектация Expression оснащалась лишь одной подушкой безопасности и не имела ABS и EBD.

### Технические характеристики
Основа модели — Nissan Almera второго поколения, выпускавшийся с 2000 по 2006 год. В отличие от экстерьера и интерьера, база автомобиля почти не изменилась. Привод — передний. Передняя подвеска — типа McPherson со стабилизатором, задняя — зависимая, пружинная. Передние тормоза — дисковые, вентилируемые, а задние — барабанные. Устанавливаемые колёса — 175/70 R14 либо 185/65 R15. Автомобиль предлагался с одним из двух двигателей: 1,5 литровый QG15DE, недоступный за пределами Южной Кореи, и 1,6 литровый QG16DE с системой бесступенчатого регулирования фаз газораспределения, мощностью 107 л.с (79 кВт) при 6000 об/мин и крутящим моментом 146 Н·м при 3600 об/мин. С каждым предлагалась либо пятиступенчатая МКПП, либо четырёхступенчатая АКПП.

## Обзоры и оценки
Российское издание «Авторевю» в 2008 году провело сравнительный тест нескольких автомобилей C-класса (Nissan Almera Classic, Chevrolet Lacetti, Škoda Octavia и Renault Logan) с седаном B-класса Renault Symbol. Модель от Nissan показала не очень хороший результат: тесный задний ряд сидений (но при этом единственный с центральным подлокотником), неудобное управление скоростью на высоких передачах, плохое управление в поворотах, отсутствие плавности хода, «расхлябанная подвеска». Из плюсов были отмечены более-менее удобная (в сравнении с французскими моделями) посадка водителя, информативная панель приборов и хорошая управляемость на ровной дороге. По итогам теста Almera Classic занял последнее место, набрав лишь 720 баллов из 1000. «Победителем» стала модель от Škoda, набравшая 805 баллов.
Другое российское издание, «За рулём», проводило индивидуальный тест-драйв автомобиля в 2006 году. В отличие от оценок «Авторевю», манёвренность была отмечена «похвальной». Из недостатков во время езды выделили лишь жестковатую подвеску. Из минусов были отмечены низкий и тесный салон, а также нетрансформируемый багажник.

## Продажи (в России)
В России модель поначалу имела высокий уровень продаж (около 20 тысяч автомобилей ежегодно), но после кризиса 2008 года он снизился вдвое. Всего было продано около 105 тысяч машин.
| Календарный год | Календарный год | Календарный год | Календарный год | Календарный год | Календарный год | Календарный год | Календарный год | Итого   |
| 2006            | 2007            | 2008            | 2009            | 2010            | 2011            | 2012            | 2013            | Итого   |
| --------------- | --------------- | --------------- | --------------- | --------------- | --------------- | --------------- | --------------- | ------- |
| 15 341          | 27 579          | 23 708          | 11 068          | 8152            | 8886            | 9785            | 853             | 105 372 |